# Gilbert Gaul (peintre)
Pour les articles homonymes, voir Gilbert Gaul.
Gilbert Gaul, né William Gilbert Gaul le 31 mars 1855 à Jersey City dans l'état du New Jersey et décédé le 21 décembre 1919 à Ridgefield Park dans le même état aux États-Unis, est un peintre et un illustrateur américain, connu comme artiste de guerre pour ces nombreuses œuvres autour de sujets militaires, allant de la guerre de Sécession à la Première Guerre mondiale en passant par la guerre hispano-américaine. Il a également peint de nombreuses scènes de genre et paysages ayant pour thème et cadre l'Ouest américain, illustrant notamment la conquête de l'Ouest et la destinée manifeste à travers les activités des premiers colons et des amérindiens du XIXe siècle.

## Biographie
Gilbert Gaul naît à Jersey City dans l'état du New Jersey en 1855. Il étudie à Newark puis au Claverack College (en) à Claverack dans l'état de New York, avant de s'installer à New York ou il suit les cours du peintre Lemuel Wilmarth (en) à l'académie américaine des beaux-arts de 1872 à 1876. Il fréquente également dès 1875 l'Art Students League of New York ou il a pour professeur le peintre John George Brown (en).
En 1876, il visite l'Ouest américain et commence à peindre des sujets militaires et des vues de la conquête de l'Ouest. Pour compléter ses revenus, il travaille comme illustrateur pour les revues Scribner's Monthly (en) qui devient The Century Magazine, afin d'illustrer des récits sur la guerre de Sécession, et pour le magazine Harper's Weekly, pour qui il illustre notamment la publication du roman L’Étrange manuscrit trouvé dans un cylindre de cuivre (A Strange Manuscript Found in a Copper Cylinder) de l'écrivain James De Mille. Ses peintures de la guerre civile représentant les soldats de l'Union et des états confédérés décrivent notamment une variété d'expériences allant de batailles féroces à des moments de calme dans le camp. En 1881, il épouse Susie A. Murray. Il est élu à l'académie américaine des beaux-arts en 1882 et reçoit la même année une médaille d'or de la part de l'American Art Association pour son tableau Holding the Line at All Hazards. En 1889, il reçoit une médaille de bronze lors de l'exposition universelle de Paris. Lors du recensement de 1890, il travaille pour le bureau des affaires indiennes auprès des amérindiens du Dakota du Nord. En 1893, il remporte une médaille d'or lors de l'exposition universelle de Chicago. Après le décès de sa première femme en 1889, il épouse en secondes noces Marian Halstead en 1898.
Au cours de sa carrière, il vit entre la ville de New York, son studio installé dans le parc d'État de Fall Creek Falls State Park dans le comté de Van Buren dans l'état du Tennessee et ses voyages dans l'Ouest américain. Il visite le Mexique, le Panama, le Nicaragua, les Caraïbes et l'Amérique du Sud à la fin des années 1800. 
Au début des années 1900, les thèmes de ses peintures perdent peu à peu en popularité et il se tourne vers l'enseignement, travaillant comme professeur au Cumberland Female College de McMinnville. Il obtient une médaille lors de l'exposition Pan-américaine de Buffalo en 1901. Il maintient une activité artistique au sein de son studio de Nashville. En 1907, il commence une série d’œuvres intitulé With the Confederate Colors qui ne rencontre pas le succès. En 1910, il retourne dans sa région natale et s'installe à Ridgefield Park ou il peint des scènes de la Première Guerre mondiale avant de mourir en 1919.
Ces œuvres sont notamment visibles ou conservées à la National Gallery of Art et au musée national d'histoire américaine de Washington, à la New-York Historical Society, à la Century Association (en) et à l'académie américaine des beaux-arts de New York, au musée des Beaux-Arts de Houston, au Sid Richardson Museum (en) de Fort Worth, à l'Oakland Museum of California d'Oakland, à la bibliothèque Beinecke de livres rares et manuscrits de New Haven, au Gilcrease Museum (en) de Tulsa, au Mariners' Museum and Park (en) de Newport News, au National Cowboy & Western Heritage Museum d'Oklahoma City, à l'American Museum of Western Art (en) de Denver, à la Society of California Pioneers (en) et au musée des Beaux-Arts de San Francisco, au Greenville County Museum of Art (en) de Greenville, à l'académie militaire de West Point, au Birmingham Museum of Art de Birmingham, au Mead Art Museum d'Amherst, au musée d'Art Blanton d'Austin, au Morris Museum of Art (en) d'Augusta, au Hood Museum of Art d'Hanover, au Delaware Art Museum de Wilmington, au High Museum of Art d'Atlanta, au Brandywine River Museum (en) de Chadd's Ford et au musée d'Art de l'université de Princeton.

## Œuvres

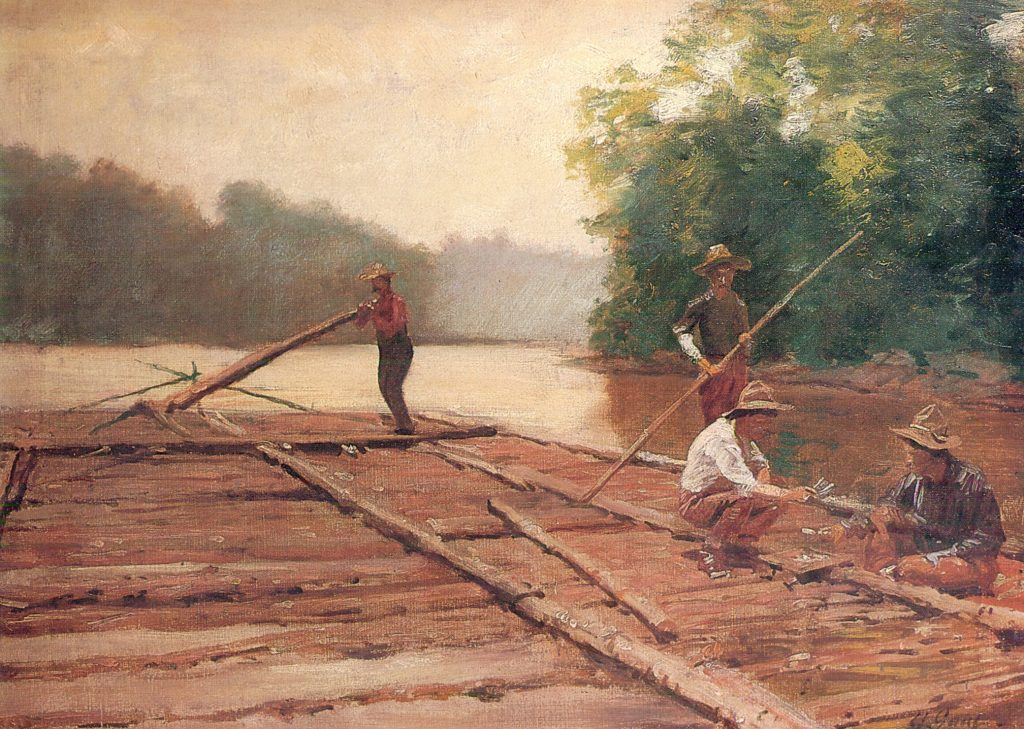
Rafting on the Cumberland, sans date
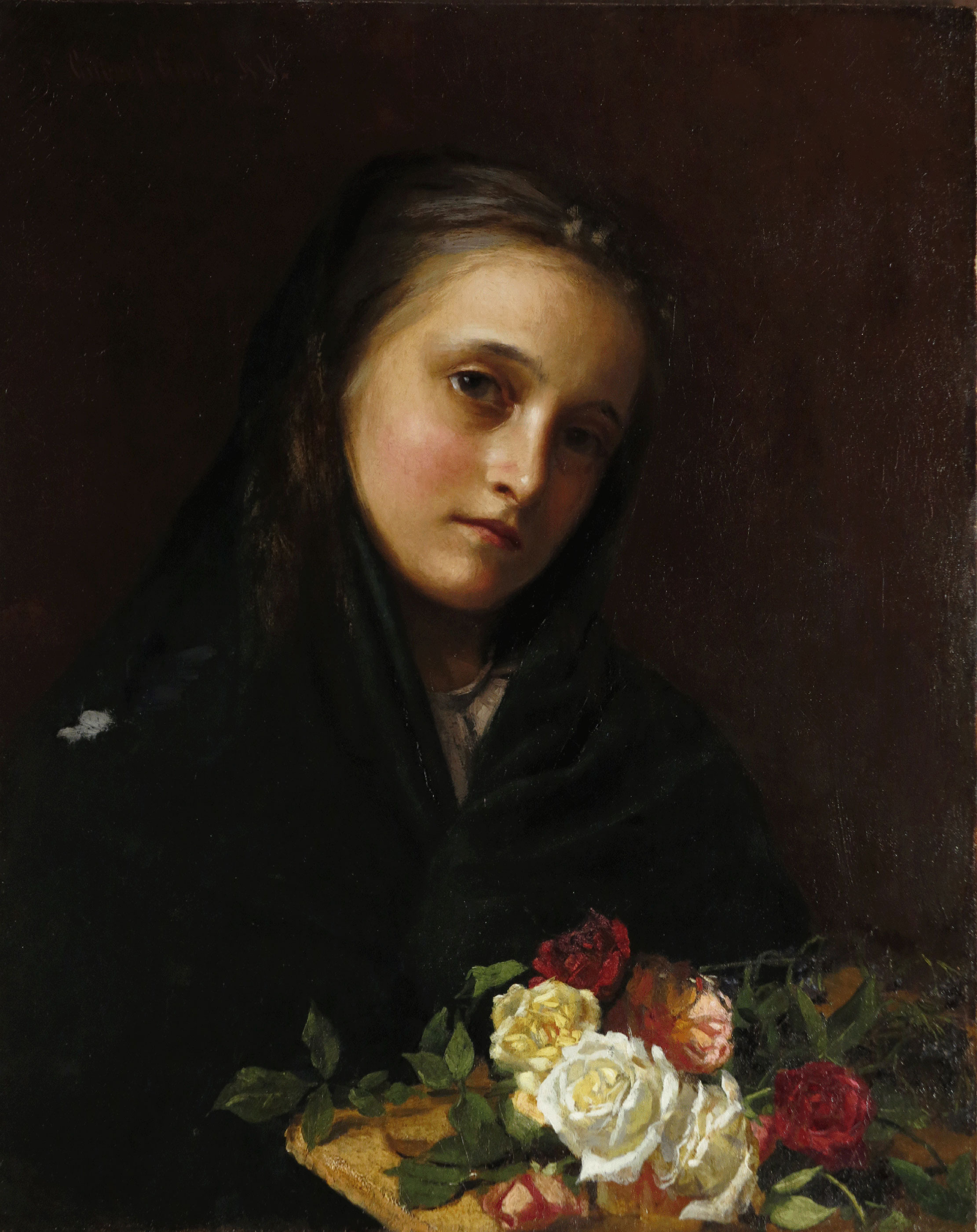
Girl with Flowers, sans date
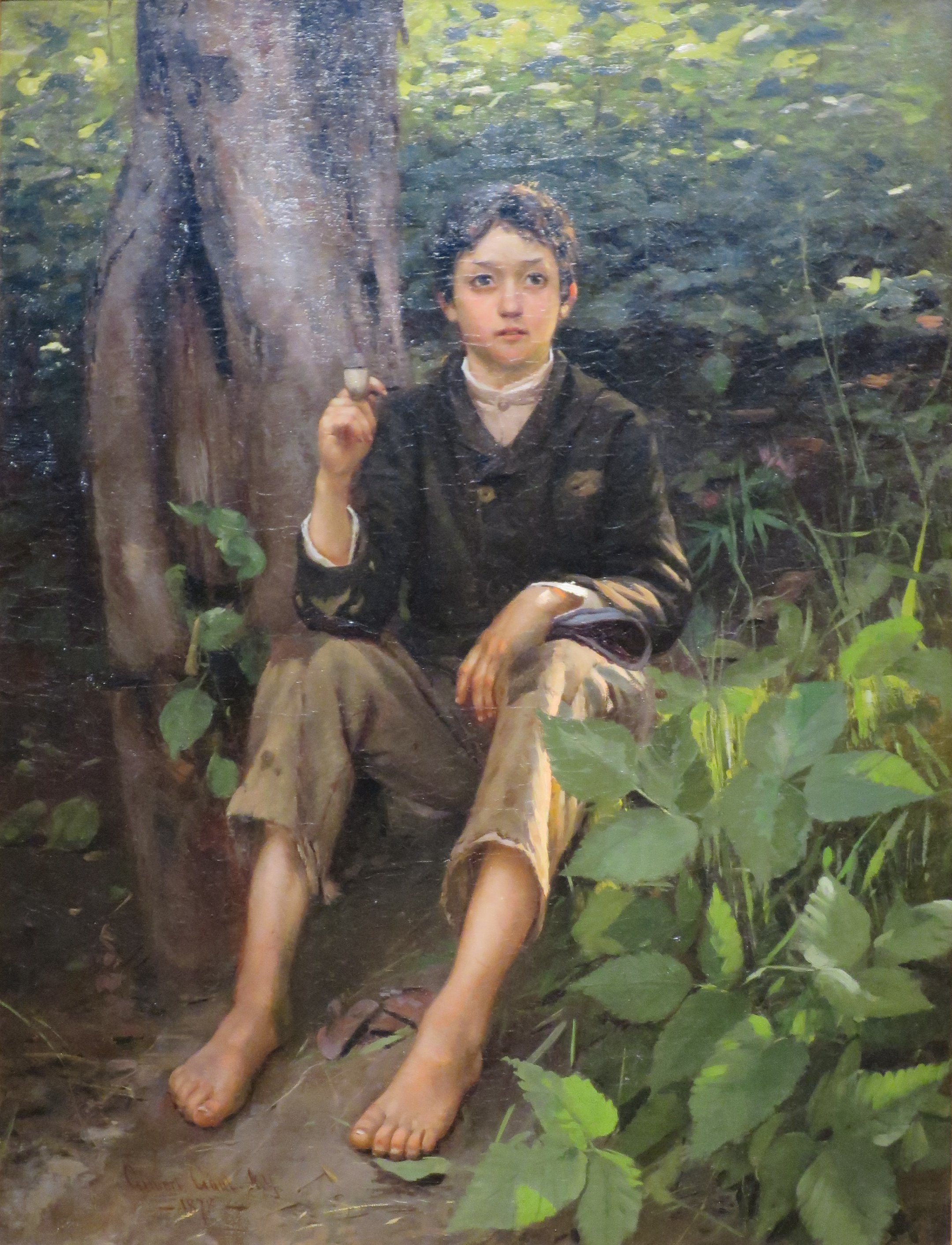
His First Smoke, 1878, High Museum of Art
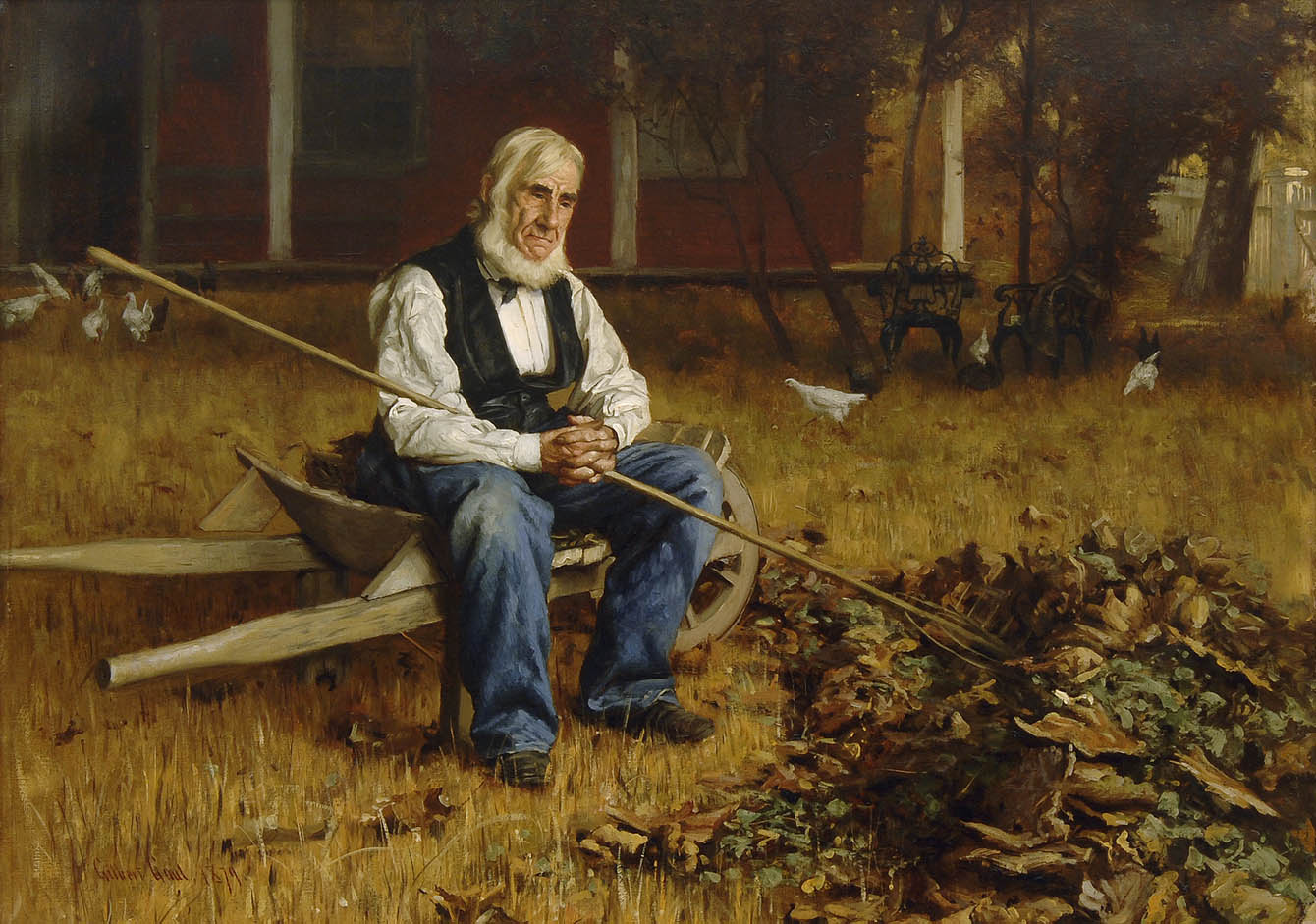
Van Buren County, Tennessee, 1879
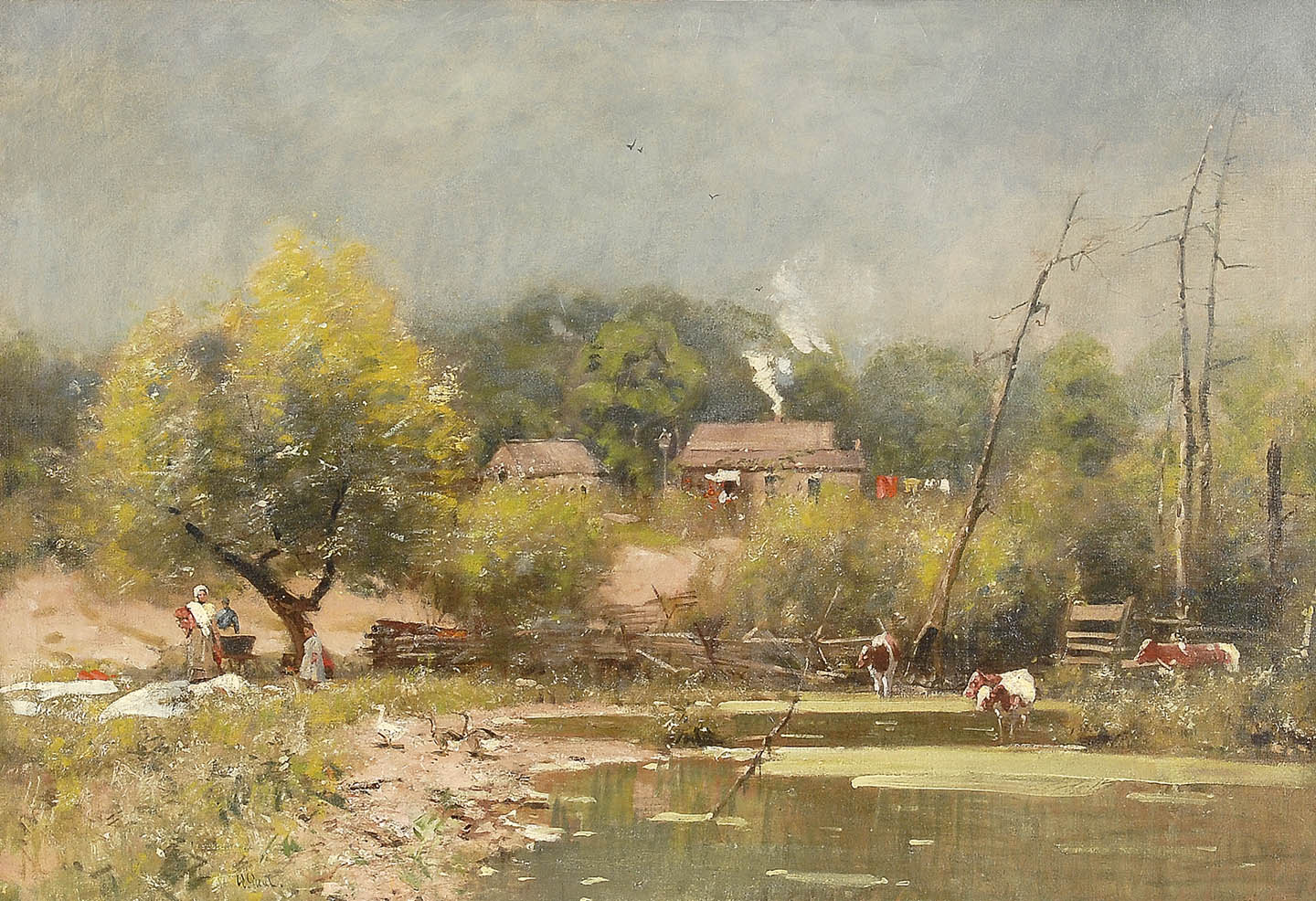
Van Buren, Tennessee, 1881
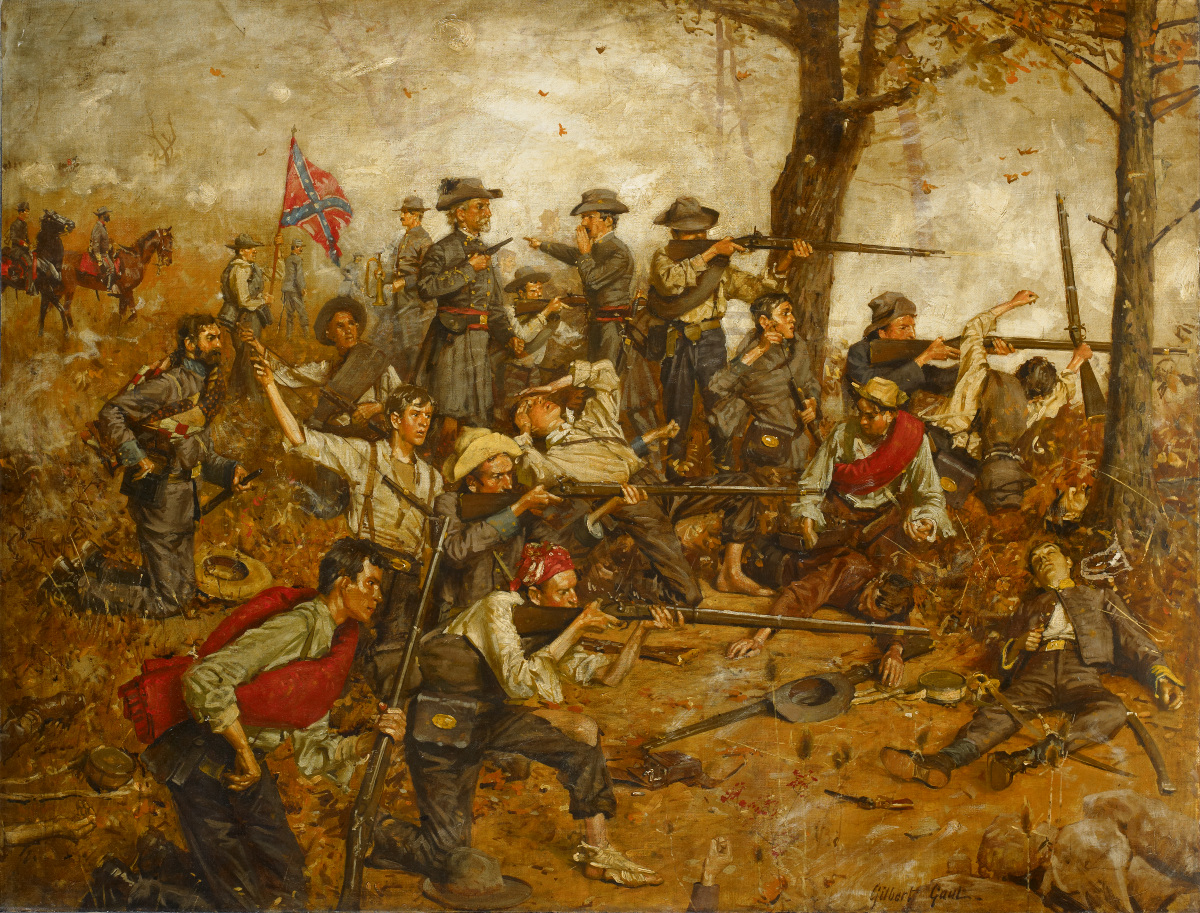
Holding the Line at All Hazards, 1882, Birmingham Museum of Art
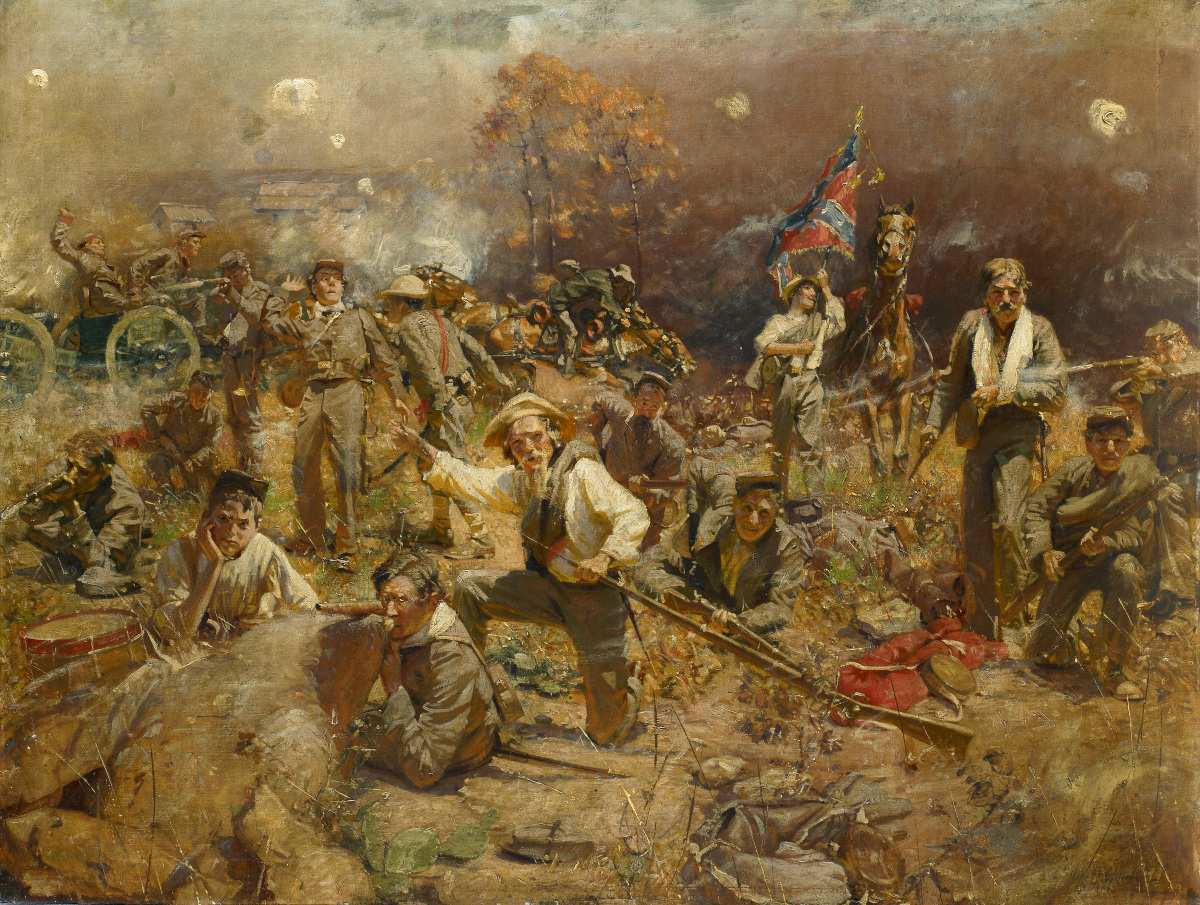
Glorious Fighting, 1885, Birmingham Museum of Art
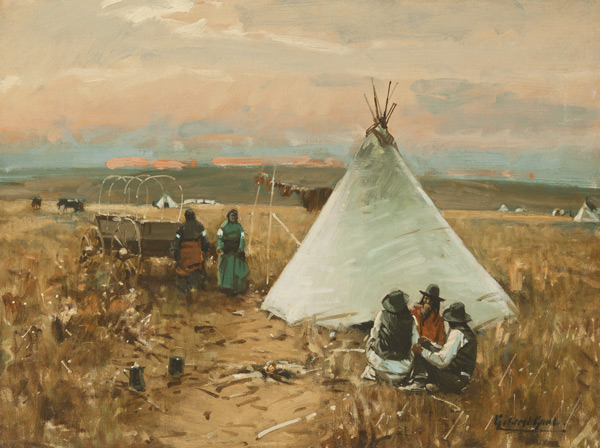
The Pow-Wow, 1890, Sid Richardson Museum (en)
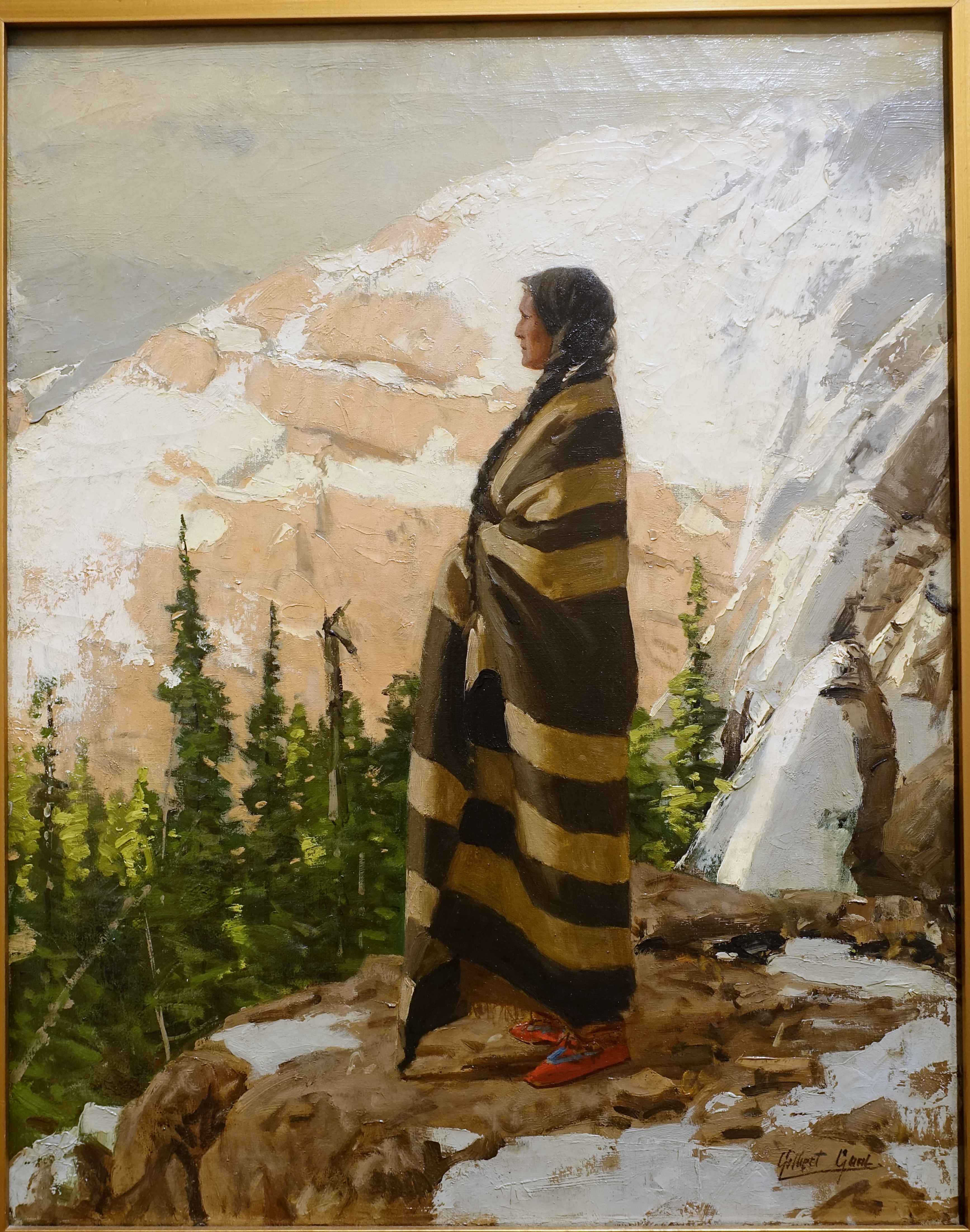
The Land of Free, vers 1900, Musée d'Art Blanton
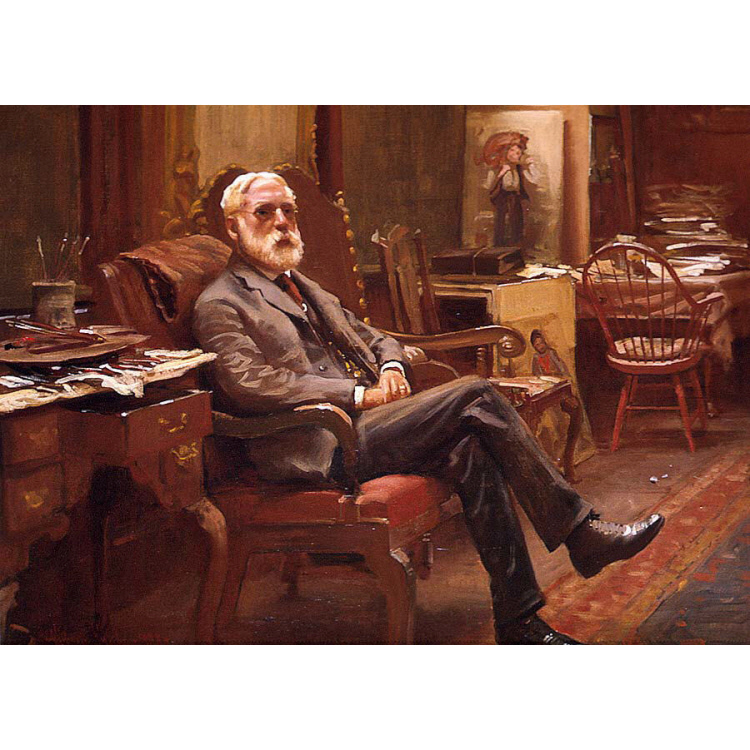
Portrait de John George Brown (en), 1907, National Gallery of Art
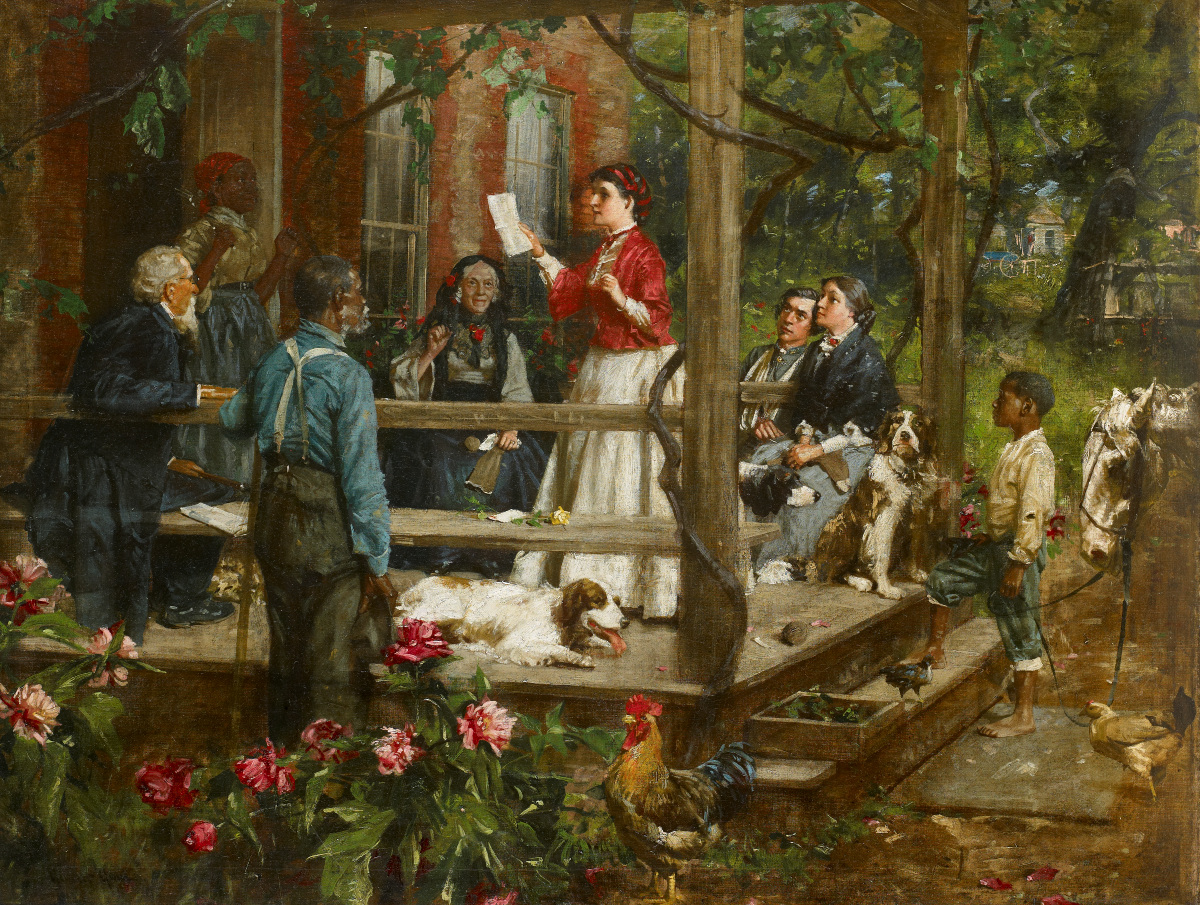
Tidings from the Front, 1907, Birmingham Museum of Art
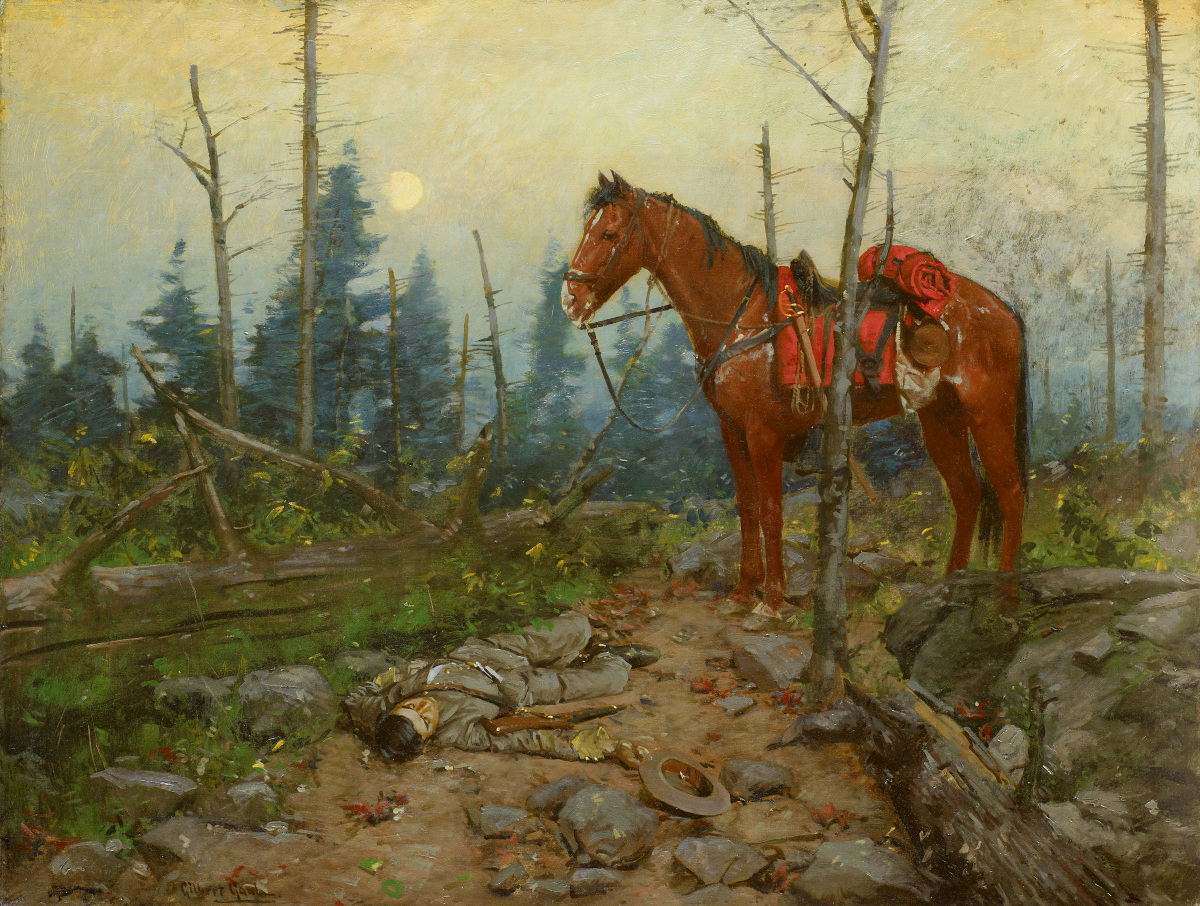
Taps, sans date, Birmingham Museum of Art
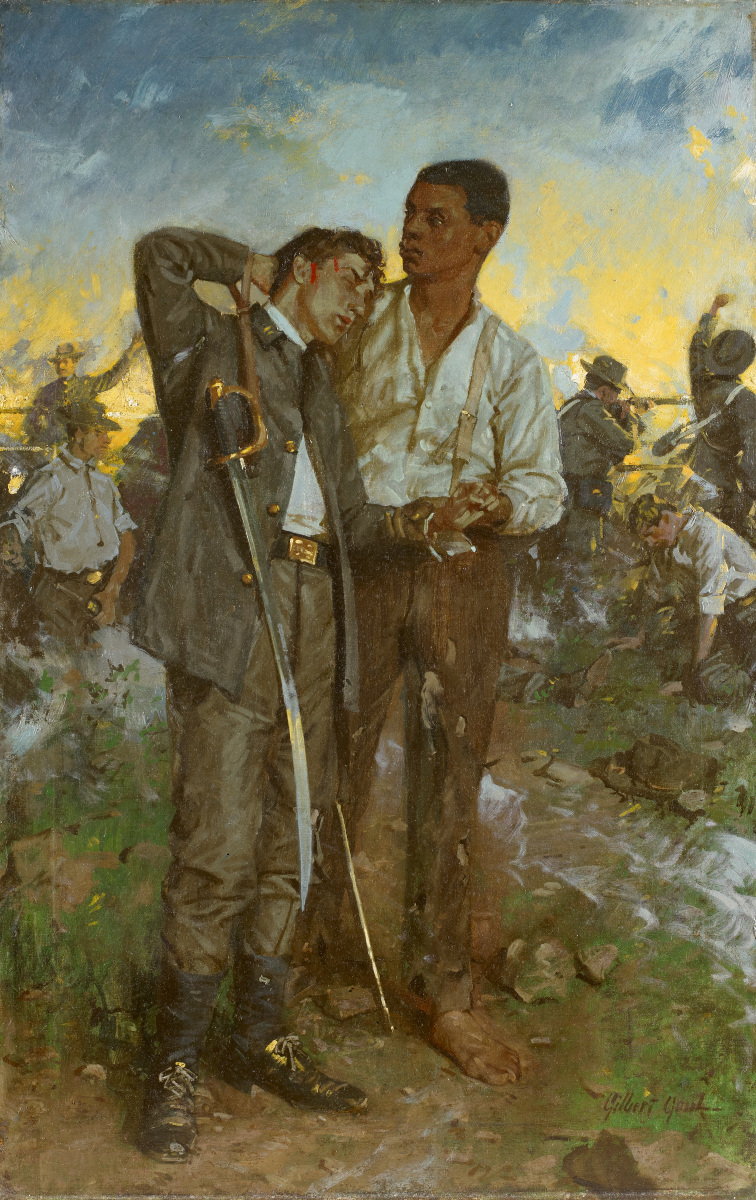
To the End, sans date, Birmingham Museum of Art
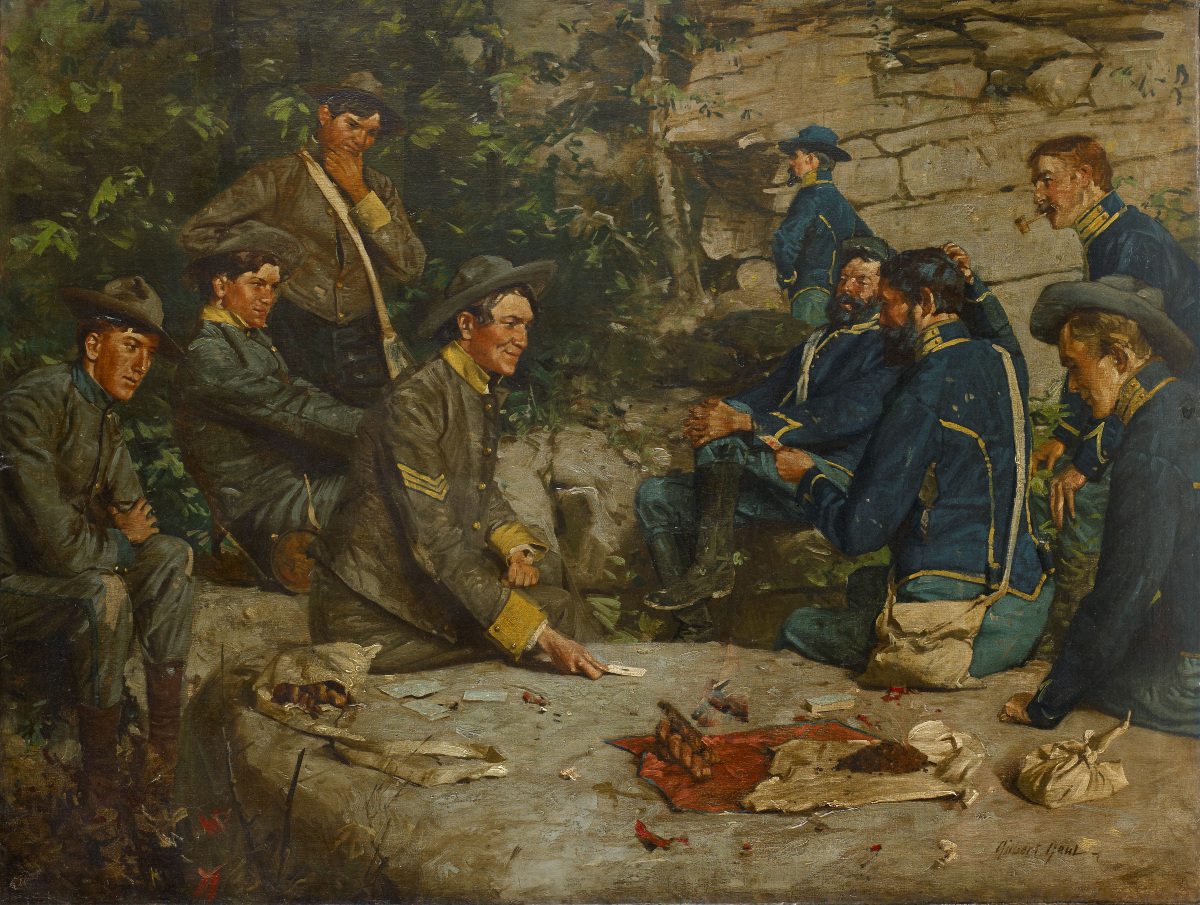
Between the Lines, sans date, Birmingham Museum of Art
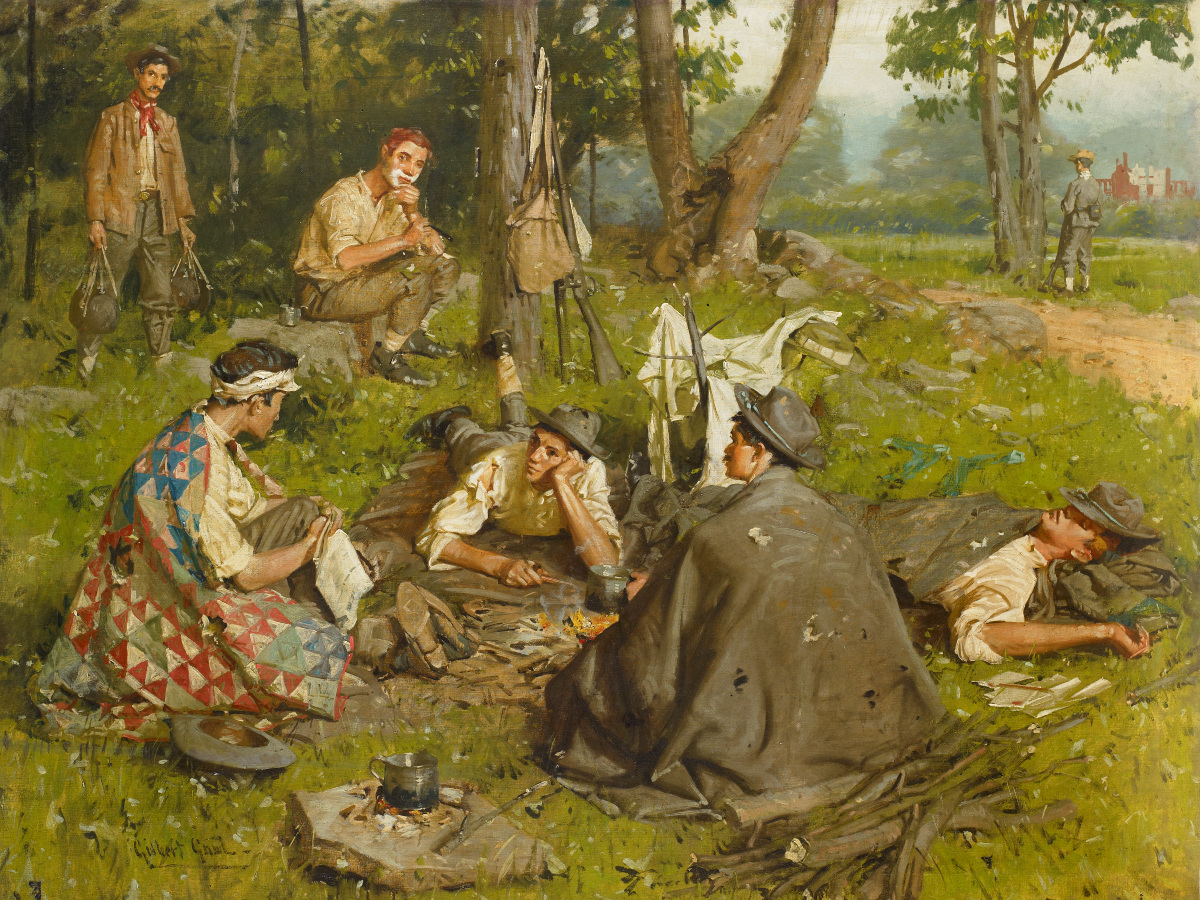
Nearing the End, sans date, Birmingham Museum of Art
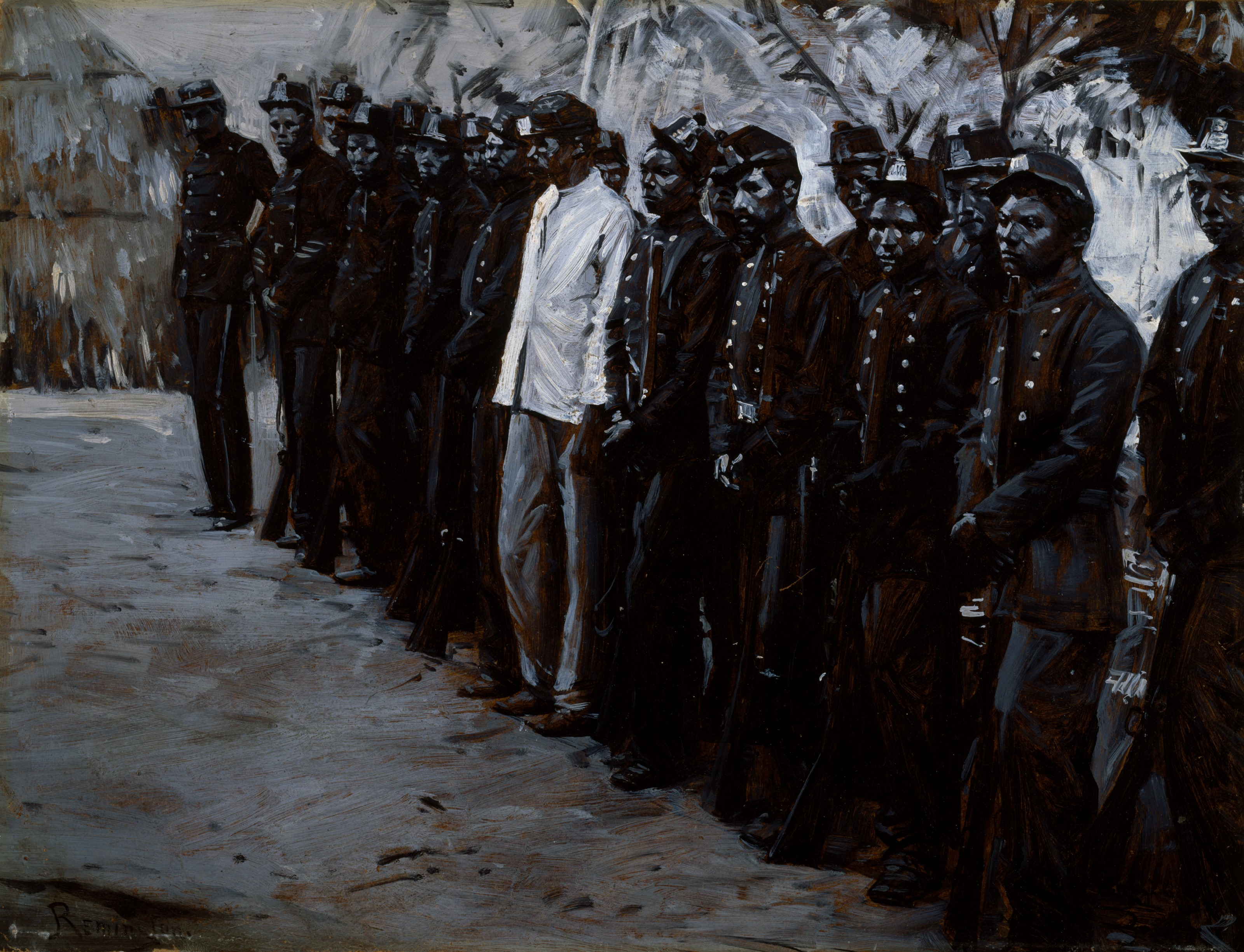
The Venezuelan Guard at El Dorado, sans date, Musée des Beaux-Arts de Houston
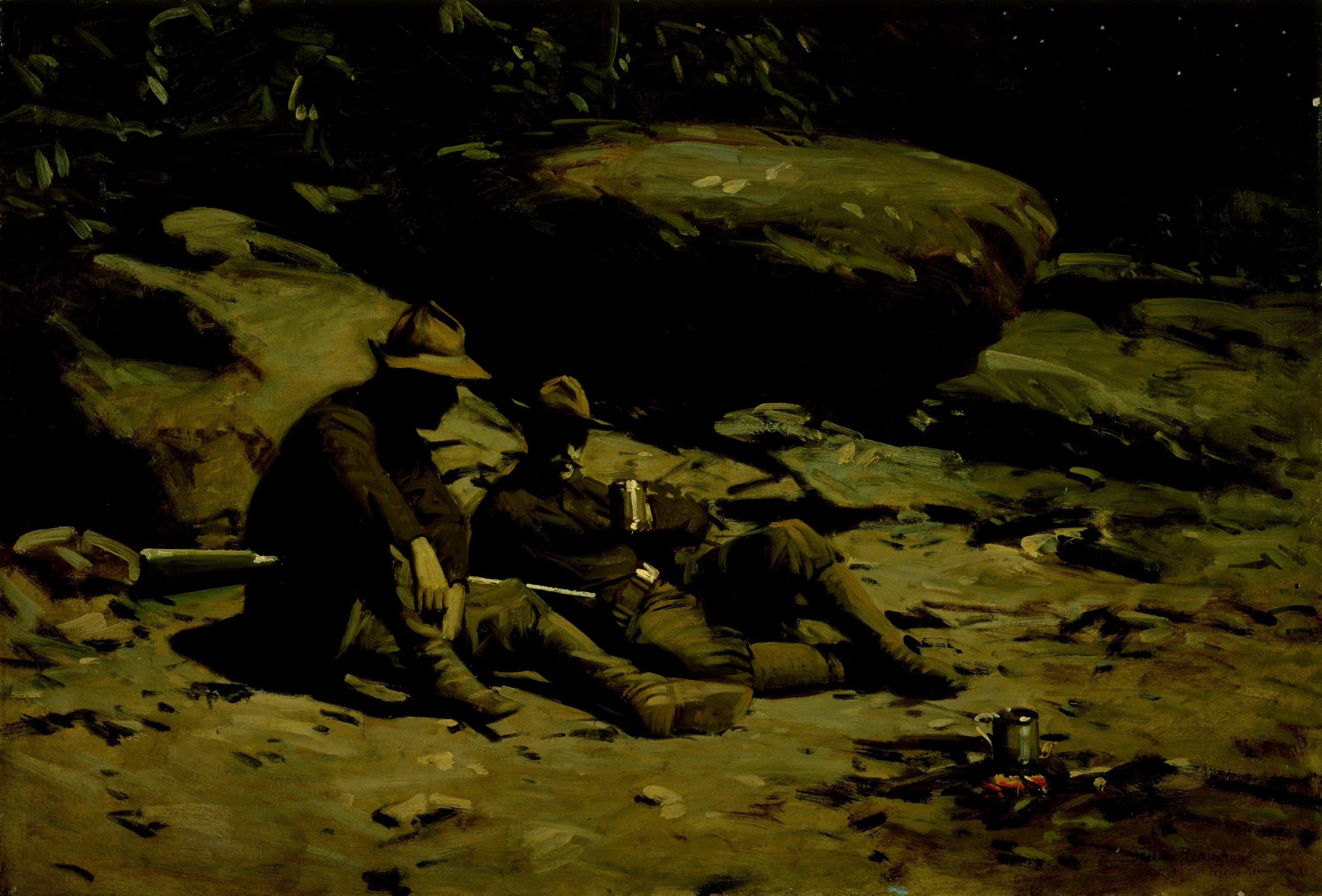
Two Soldiers, sans date, Musée des Beaux-Arts de Houston
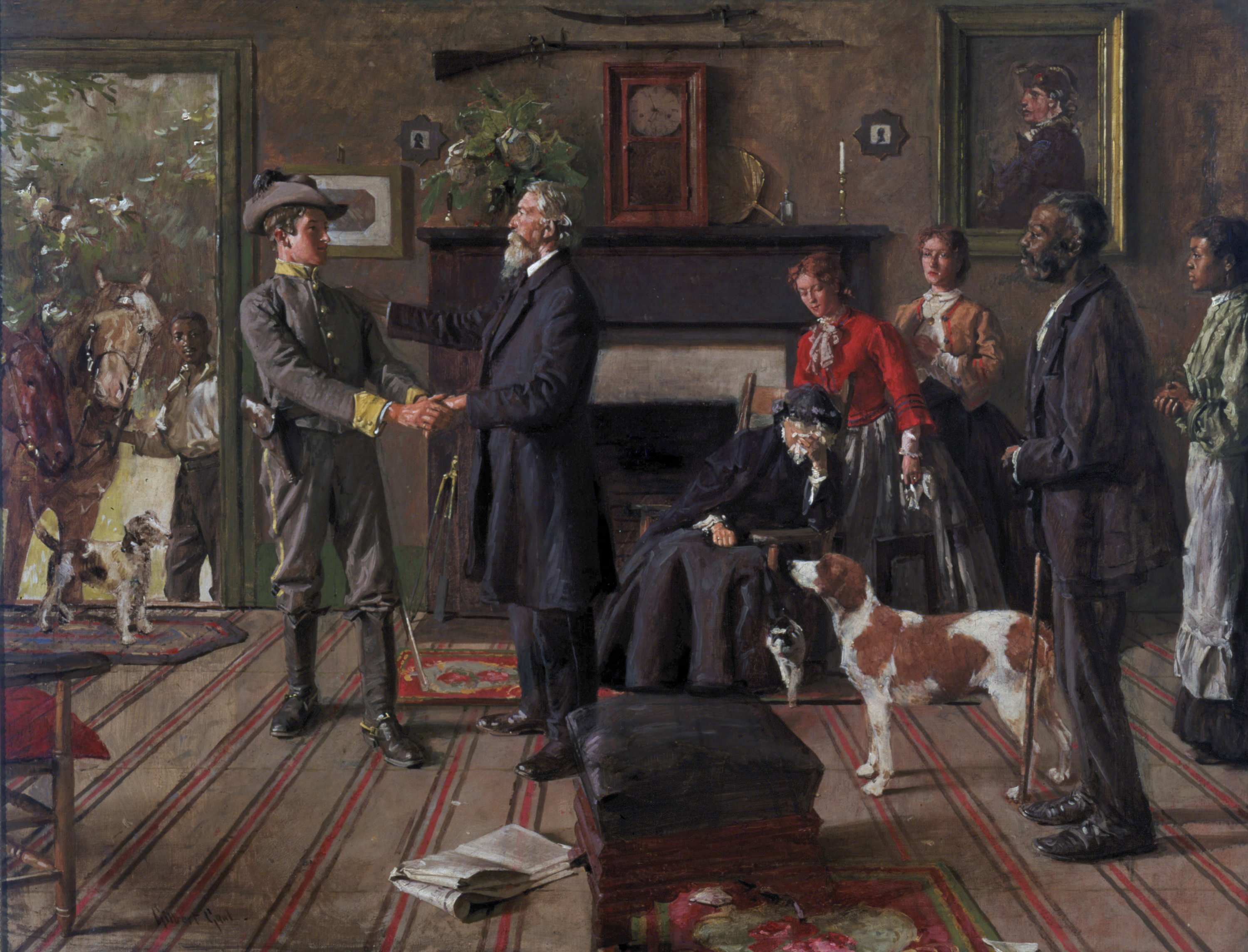
Leaving Home, 1907, Birmingham Museum of Art
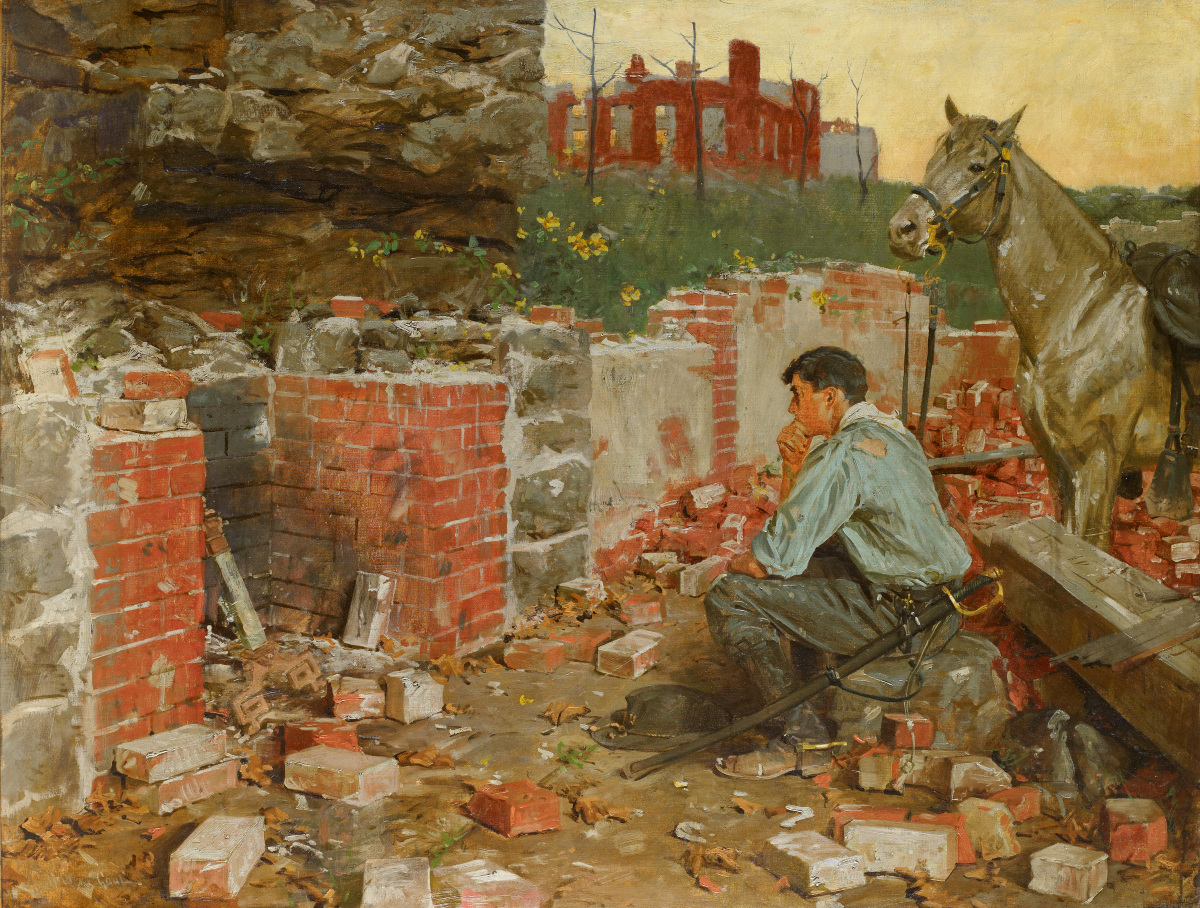
Return Home, sans date, Birmingham Museum of Art
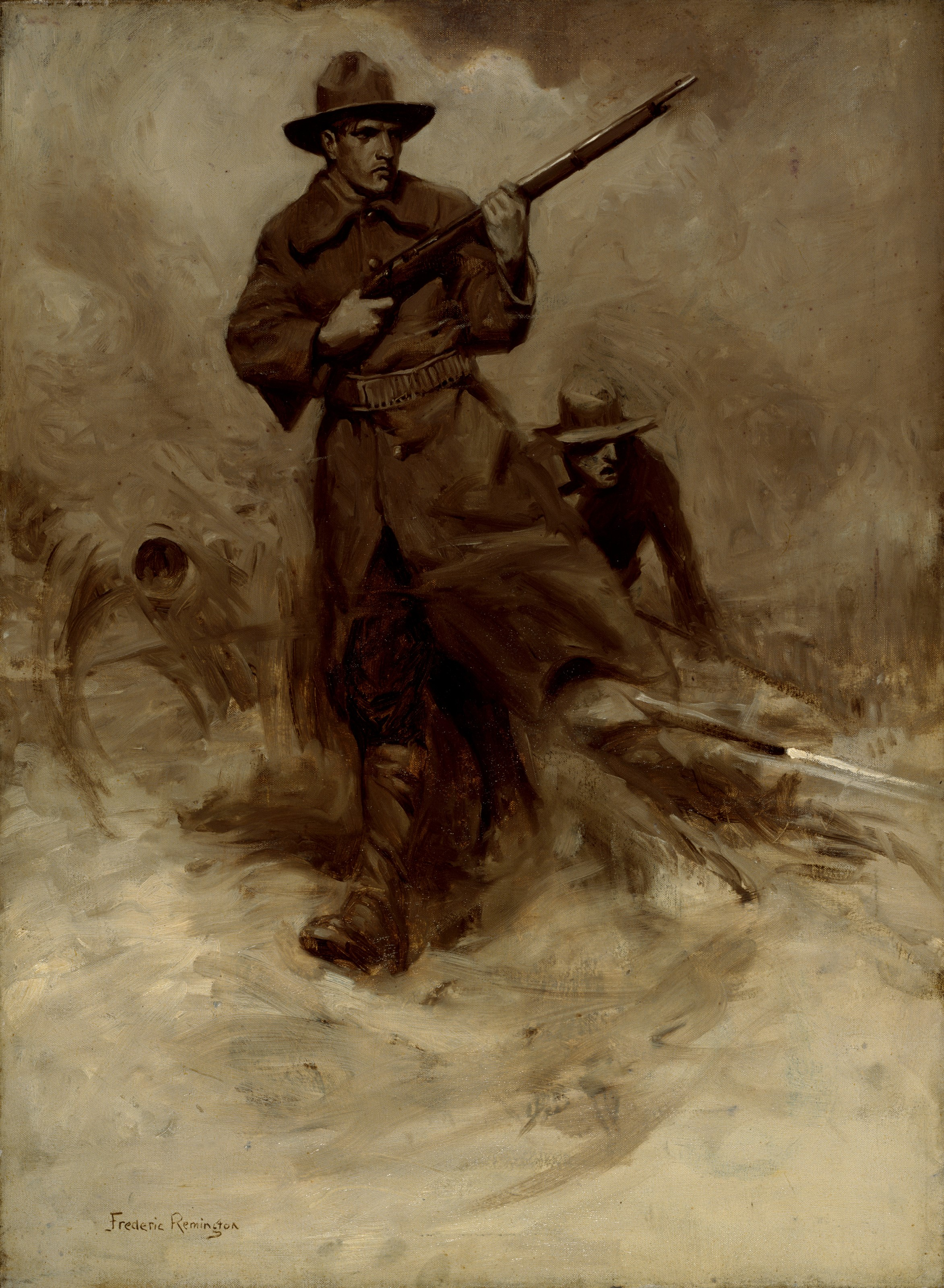
Spanish-American War Soldiers in Action, sans date, Musée des Beaux-Arts de Houston